# Армянск
Армянск (на украински: Армянськ; на руски: Армянск; на арменски: Արմյանսկ; на кримскотатарски: Ermeni Bazar) е град от регионално значение в северната част на полуостров Крим, Украйна, но дефакто е под военен и административен контрол на Русия. Според руската статистическа служба населението на града през 2017 година е 21 956 души.

## География

### Разположение
Армянск е разположен в Крим, Украйна.

### Климат
Климатът в Армянск е умерено-континентален.